# Maschinenfabriken in Wien-Alsergrund

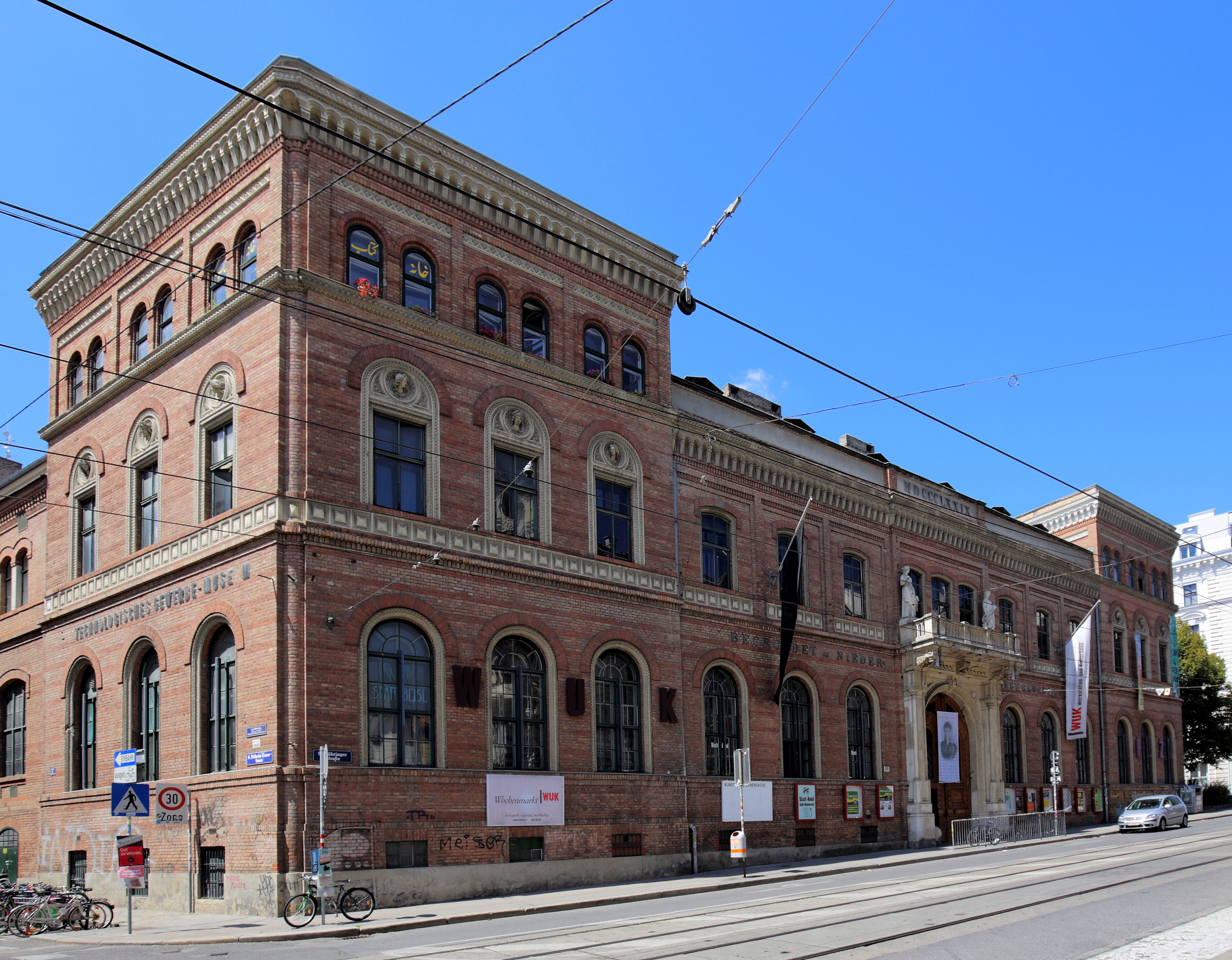
Fassade an der Währinger Straße

Der Komplex der ehemaligen Maschinenfabriken in Wien-Alsergrund (auch bekannt als Altes TGM) im gleichnamigen Wiener Gemeindebezirk ist ein historischer Baukörper aus der Gründerzeit, dessen Ursprünge ins Biedermeier zurückreichen. Er beinhaltet mit Stand 2025 das Kulturzentrum WUK, in der Zeit von 1884 bis 1979 war hier auch das Technologische Gewerbemuseum (TGM) untergebracht.

## Geschichte

### Fletcher & Punshon
Die 1834 gegründete Firma Fletcher & Punshon in der Rossau 137 (im Gebäude der k.k. Porzellanfabrik) war die erste Maschinenfabrik und gleichzeitig erster Erzeuger von Dampfmaschinen in Österreich-Ungarn. Diese wurden vorher von englischen Firmen wie Boulton & Watt zugekauft, Fletcher & Punshon spielten daher eine wichtige Rolle bei der von der Regierung Metternich nach einigem Zögern schließlich forcierten Industrialisierung des Landes. Anfangs wurden lediglich Maschinenbestandteile hergestellt, doch bereits kurze Zeit später stieg man in den Bau von Kondensations-Dampfmaschinen ein. Die günstige Lage innerhalb des Linienwalls kam dabei bei Personal- und Materialbeschaffung zugute. Aufgrund des einsetzenden Erfolges wurde bereits einige Zeit nach der Gründung ein Zweigwerk am Michelbauerngrund (im Bereich der heutigen Michelbeuerngasse) errichtet, in welchem die Kesselschmiede untergebracht wurde. Die beiden Gründer Matthew Fletcher und John Punshon stammten aus England und waren vermutlich als Maschinisten über die Donau-Dampfschiffahrts-Gesellschaft ins Kaisertum Österreich gekommen.
Das Unternehmen machte sich schnell einen Namen und galt 1840 als beste Dampfmaschinenfabrik in Österreich. Zu ihren Kunden zählten neben der Staatsverwaltung auch die k.u.k Kriegsmarine, die Donau-Dampfschiffahrts-Gesellschaft, der Österreichische Lloyd, die kaiserliche Porzellanfabrik als auch die Kaiser Ferdinands Wasserleitung. 1838 wurde eine 140 PS starke Seitenhebel-Balanciermaschine für den ersten Zugdampfer "Erös" der DDSG geliefert, diese war die erste im Inland gebaute Schiffsmaschine der Reederei. 1839 wurden für den DDSG-Dampfer "Samson" erstmals Maschinen mit oszillierenden Zylindern gebaut, im selben Jahr waren bereits 120 Mitarbeiter bei Fletcher & Punshon beschäftigt.

### k.k. privilegierte Dampfmaschinen-Fabriks-Aktiengesellschaft
Aufgrund des Erfolges von Fletcher & Punshon wurde das Unternehmen 1840 von den Gründen zusammen mit L. Schmid in eine Aktiengesellschaft umgewandelt, das Kapital betrug 510.000 Gulden. Ab 1841 nahm die Eisengießerei der Fabrik auch externe Aufträge an. 1843 besaß man ein Privileg auf die Erzeugung von Dampfmaschinen mit oszillierenden Zylindern. 1845 trennten sich die Firmengründer und machten sich selbstständig. John Punshons Maschinenfabrik am Standort in der Roßau ging bereits im Jahr darauf in Konkurs. Ab ca. 1845 gehörte k.k. priv. Dampfmaschinen-Fabriks-Aktiengesellschaft den Bankiers J.M. Löwenthal und G.H. Theurer.

### William Norris
Im Jahre 1844 gründete der amerikanische Lokomotivfabrikant William Norris eine Lokomotivwerkstätte auf dem Areal, wo er sich in den Gebäuden der k.k. priv. Dampfmaschinen-Fabriks-Aktiengesellschaft einmietete. Seine von Franz Anton von Gerstner aus den USA importierte Lok "Philadelphia" diente bereits 1839 beim Bau der Südbahn. Nach lediglich 20 gebauten Lokomotiven wurde der Betrieb insolvent und im Jahr 1848, nach anderen Quellen allerdings erst 1851 eingestellt. Während der Revolution 1848 dienten Teile des als leerstehend bezeichneten Fabriksareals als Lazarett.

### Georg Sigl

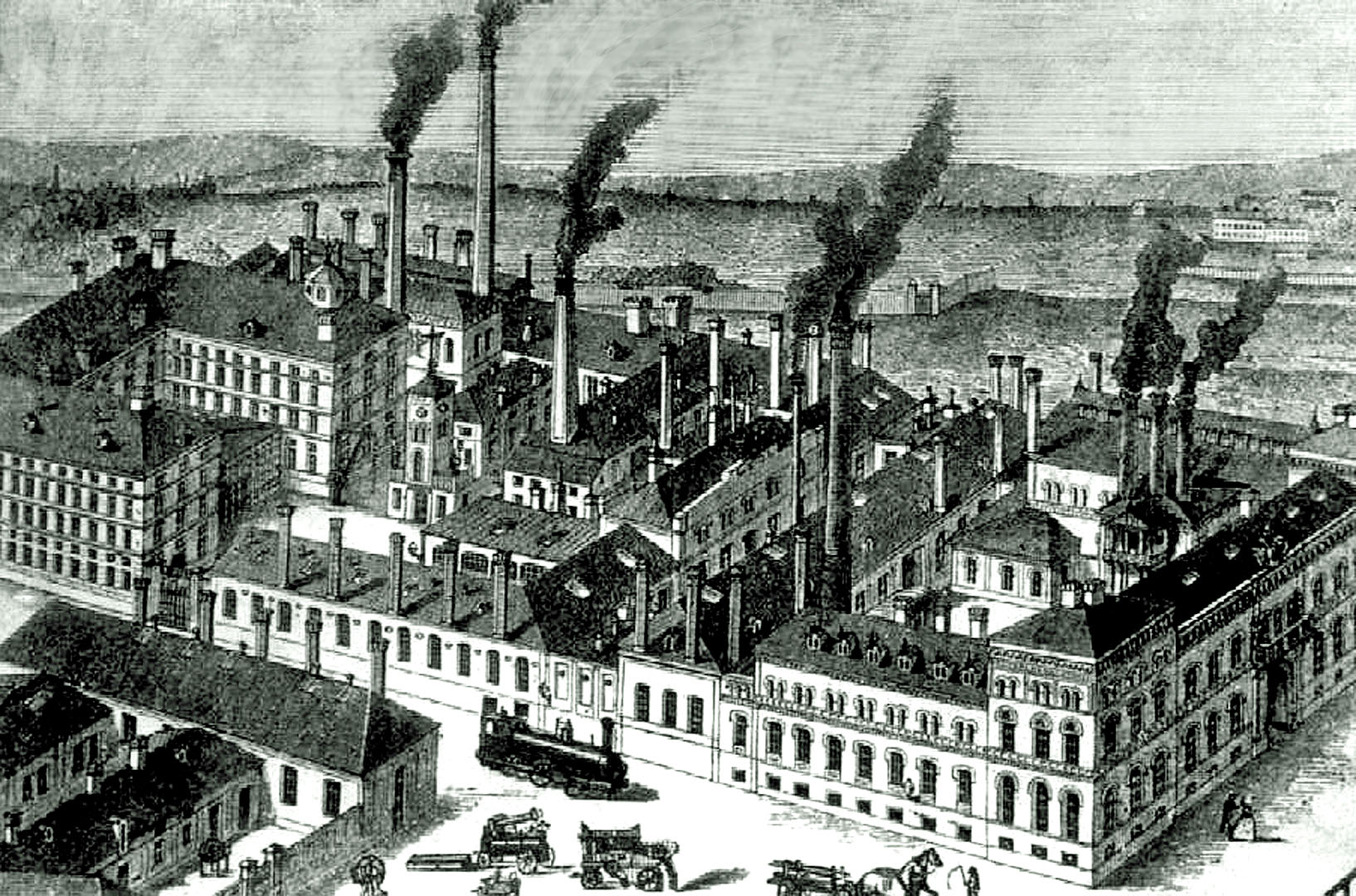
Die Fabrik um 1870

Nach dem Konkurs von Norris übernahm der Maschinenfabrikant Georg Sigl zur Jahreswende 1851/52 das gesamte Werk von der k.k. priv. Dampfmaschinen-Fabriks-Aktiengesellschaft, welche Ende Jänner 1853 liquidiert wurde. Sigl erweitert die Anlagen und erzeugte neben Dampfmaschinen und Kesseln auch Buchdruckmaschinen und Lithographiepressen. 1857 fertigt er in Wien die erste Dampflok mit dem Namen „Gutenberg“, den Lokomotivbau verlegt er später in die ebenfalls von ihm erworbene Lokomotivfabrik Wiener Neustadt. 1866 wird das heute noch bestehende Gebäude vom Architekten Carl Tietz errichtet. Der Trakt an der Währingerstraße diente zugleich als Verwaltungsgebäude und Wohnpalais des mittlerweile zum Großindustriellen aufgestiegenen Georg Sigl. 1873 geht Sigl mit seinen Unternehmen in Konkurs und muss die Lokomotivfabrik Wiener Neustadt an die Creditanstalt verkaufen. Die Maschinenfabrik in Wien-Alsergrund führt er jedoch fort, zeitweise arbeitet hier auch der Automobilpionier Siegfried Marcus an seinen ersten Zweitaktmotoren. Auch erste Dampfmaschinen mit Generatorsätzen zur Stromerzeugung entstehen Mitte der 1880er Jahre. Nach dem Tod Georg Sigls wird der Betrieb der Maschinenfabrik 1887 schließlich eingestellt.

### Spätere Nutzung
Bereits 1884 wurde das Technologische Gewerbemuseum durch Wilhelm Exner im Verwaltungsgebäude der Maschinenfabrik Sigl untergebracht, wo es bis 1979/80 beheimatet war. Auch das Elektrotechnikunternehmen Kremenezky, Mayer & Co. übersiedelte in dieser Zeit auf das Areal, wo es sich bis 1899 befand. Ab 1. Juli 1923 sendete aus dem 4. Stock des Gebäudes der erste österreichische Rundfunksender Radio Hekaphon.
Heute befindet sich in diesem denkmalgeschützten Gebäudeteil das Kulturzentrum WUK.